# Tonus
Tonus är beteckningen på den muskelspänning som normalt finns i en muskel och som ger ett motstånd mot en passiv (påtvingad) flexion eller extension i en led, på så sätt är muskeltonus viktig för kroppshållningen. Avsaknad av tonus kallas för atoni. Atoni förekommer som ett normalt tillstånd under REM-sömn för att förhindra att den sovande agerar ut sina drömmar, men förändringar i tonus (både ökad och minskad tonus) kan också förekomma vid olika neurologiska sjukdomar. Även om man slappnar av helt i armen så finns det ett motstånd i armen (den vill inte räta på sig).
Personer som har drabbats av en hjärnskada har ett förändrat tonus, vilket kan yttra sig såsom till exempel böjda fingrar, sträckta ben och vrister. 